# Thoiras
Thoiras è un comune delegato e frazione del comune di Thoiras-Corbès, situato nel dipartimento del Gard, nella regione dell'Occitania. In precedenza comune autonomo, il 1º gennaio 2025 è confluito insieme all'ex comune di Corbès nel nuovo comune di Thoiras-Corbès. 

## Società

### Evoluzione demografica
Abitanti censiti